# Беркаль, Юрий Михайлович
Юрий Михайлович Беркаль (24 января 1911,  Новоалександровск,  Ковенская губерния, Российская империя —  1 марта 1988, Ростов-на-Дону, РСФСР, СССР) — советский военачальник, генерал-майор авиации (03.08.1953).

## Биография
Родился в городе Новоалександровск, ныне город Зарасай,  Утенский уезд, Литва. Еврей.

### Военная служба

#### Межвоенные годы
15 декабря 1929 года добровольно поступил в 7-ю военную школу летчиков в городе Сталинград. В июле 1932 года окончил ее и был назначен младшим летчиком в 35-ю легкобомбардировочную авиаэскадрилью ВВС БВО в город Смоленск. В ноябре 1933 года переведен командиром звена в 42-ю легкобомбардировочную авиаэскадрилью. С апреля 1935 года проходил службу в 16-м корпусном авиаотряде в городе Могилёв, где исполнял должности командира звена и инструктора по технике пилотирования. В апреле 1937 года направляется на должность командира звена в 19-ю истребительную авиаэскадрилью. Член ВКП(б) с 1937 года. В январе 1938 года назначен командиром отряда в 22-ю авиаэскадрилью. С реорганизацией ВВС и формированием авиаполков в мае 1938 года назначен командиром эскадрильи в 41-й истребительный авиаполк в город Минск. С 20 сентября по 15 октября 1939 года участвовал в походе Красной армии в Западную Белоруссию. С октября 1939 года полк дислоцировался в город Белосток. С апреля 1941 года  Беркаль — врид начальника курсов командиров звеньев при 9-й смешанной авиадивизии ВВС ЗапОВО. 10 июня 1941 года принял командование 129-м истребительным авиаполком.

#### Великая Отечественная война
С началом  войны полк в составе ВВС Западного фронта участвовал в приграничном сражении в Белоруссии. В июле полк в составе 47-й авиадивизии участвовал в Смоленском сражении, в разгроме ярцевской группировки и танкового корпуса немцев, с конца августа — действовал на великолукском направлении. Осенью 1941 года он принимал участие в Вяземской оборонительной операции. За проявленную отвагу в боях, за мужество и героизм личного состава на Западном фронте полк был преобразован в 5-й гвардейский истребительный, 49 летчиков награждены орденами и медалями, а девятерым из них присвоено звание Героя Советского Союза. В октябре 1941 года полк был выведен на переформирование и доукомплектование в город Арзамас, где было организовано переучивание летного состава на новую технику. После пополнения в декабре 1941 года он был передислоцирован на Калининский фронт и участвовал в контрнаступлении под Москвой, в Калининской, Торопецко-Холмской и Ржевско-Сычевской наступательных операциях.
В августе 1942 года подполковник Беркаль был назначен заместителем командира 209-й истребительной авиадивизии 3-й воздушной армии Калининского фронта, куда до этого времени входил 5-й гвардейский истребительный авиаполк. В октябре дивизия была выведена из состава Калининского фронта на доукомплектование, а он назначен старшим инспектором по технике пилотирования 3-й воздушной армии. В январе 1943 года был командирован на курсы усовершенствования командиров и начальников штабов авиадивизий при Военной академии командного и штурманского состава ВВС Красной Армии в город Чкалов.
После окончания курсов в июне 1943 года назначен командиром 282-й истребительной авиадивизии и в составе 16-й воздушной армии воевал с ней до конца войны. В ходе оборонительных боев под Курском ее части во взаимодействии с 221-й бомбардировочной авиадивизией уничтожали живую силу и технику противника в районах Поныри, Малоархангельск, Глазуновка, Кромы. С 12 июля 1943 года в ходе Орловской наступательной операции она обеспечивала с воздуха контрнаступление 48-й, 13-й, 70-й армий и 2-й танковой армии правого крыла Центрального фронта, ввод в сражение 3-й гвардейской танковой армии, в августе поддерживала наступающие войска фронта на севском и глуховском направлениях. Дважды в ходе Курской битвы отмечалась в приказах Верховного Главнокомандующего. В дальнейшем дивизия в составе Центрального фронта участвовала в Гомельско-Речицкой, Калинковичско-Мозырской и Рогачевско-Жлобинской наступательных операциях, в ходе которых были освобождены города Гомель, Калинковичи, Мозырь и Рогачёв. 26 ноября 1943 года за успешное выполнение заданий командования в боях за город Гомель ей было присвоено наименование «Гомельская». С лета 1944 года дивизия участвовала в Белорусской наступательной операции, в освобождении восточных районов Польши. В январе — феврале 1945 года она успешно действовала в Варшавско-Познанской наступательной операции, поддерживала наступающие войска в боях по овладению Варшавой и в борьбе за плацдармы на реке Одер. Затем ее части успешно действовали в Восточно-Померанской и Берлинской наступательных операциях. За образцовое выполнение заданий командования в боях с немецкими захватчиками, за овладение крепостью Прага и проявленные доблесть и мужество дивизия была награждена орденом Красного Знамени, а за отличия в боях по овладению столицей Германии городом Берлин — орденом Суворова 2-й ст. Всего за войну дивизия под его командованием произвела 13 279 самолето-вылетов, в воздушных боях ее летчиками было сбито 333 вражеских самолета.
Во время войны Беркаль совершил 88 боевых вылетов, лично сбил 2 самолёта противника.
Комдив Беркаль за время войны был семь раз персонально упомянут в благодарственных приказах Верховного Главнокомандующего.

#### Послевоенное время
После войны продолжал командовать 282-й истребительной авиационной Гомельской Краснознаменной ордена Суворова 2-й ст. дивизией в Германии в городе Гросенхайн, с декабря 1945 года — в городе Харьков. 10 января 1949 года она переформирована в 216-ю истребительную авиадивизию. В августе 1949 года дивизия передислоцирована в город Самарканд, в декабре 1950 года — в ЗакВО. В апреле 1952 года он был назначен заместителем командира 36-го истребительного авиакорпуса Бакинского района ПВО ЗакВО в городе Кировабад. С декабря 1953 года генерал-майор авиации  Беркаль вступил в командование 38-м истребительным авиакорпусом ПВО. С октября 1955 года исполнял должность помощника командующего по боевой подготовке — начальника боевой подготовки Бакинского корпуса ПВО. С марта по июнь 1957 года состоял в распоряжении Главкома Войск ПВО страны. 4 июня 1957 года генерал-майор авиации  Беркаль уволен в отставку.

## Награды
- два ордена Ленина (04.09.1942[5],  26.10.1955[6])
- три ордена Красного Знамени (03.11.1941[7], 08.03.1945[8], 15.11.1950[6])
- орден Суворова II степени (29.05.1945)[3]
- два ордена Кутузова II степени (28.04.1944[9],  23.07.1944[10])
- орден Александра Невского (14.10.1943)[11]
- орден Отечественной войны I степени (06.04.1985)[12]
- орден Красной Звезды (03.11.1944)[6]

медали в том числе:
- - «За победу над Германией в Великой Отечественной войне 1941—1945 гг.»
  - «За взятие Берлина»
  - «За освобождение Варшавы»
  - «Ветеран Вооружённых Сил СССР»
- знак «50 лет пребывания в КПСС»

Приказы (благодарности) Верховного Главнокомандующего в которых отмечен Ю. М. Беркаль.
- За овладение городом областным и крупным промышленным центром Белоруссии городом Гомель — важным узлом железных дорог и мощным опорным пунктом обороны немцев на полесском направлении. 26 ноября 1943 года. № 46.
- За овладение крепостью Прага — предместьем Варшавы и важным опорным пунктом обороны немцев на восточном берегу Вислы. 14 сентября 1944 года № 187.
- За овладение столицей Польши городом Варшава — важнейшим стратегическим узлом обороны немцев на реке Висла. 17 января 1945 года. № 223.
- За овладение крупнейшим промышленным центром Польши городом Лодзь и городами Кутно, Томашув (Томашов), Гостынин и Ленчица – важными узлами коммуникаций и опорными пунктами обороны немцев. 19 января 1945 года. № 233.
- За овладение штурмом городом и крепостью Кистжинь (Кюстрин) — важным узлом путей сообщения и мощным опорным пунктом обороны немцев на реке Одер, прикрывающим подступы к Берлину. 12 марта 1945 года. № 300.
- За овладение городами Франкфурт-на-Одере, Вандлитц, Ораниенбург, Биркенвердер, Геннигсдорф, Панков, Фридрихсфелъде, Карлсхорст, Кепеник и прорыв в столицу Германии Берлин. 23 апреля 1945 года. № 339.
- За завершение ликвидации группы немецких войск, окруженной юго-восточнее Берлина. 2 мая 1945 года. № 357.